# Некомпактный миокард левого желудочка
Некомпактный миокард левого желудочка — это первичная генетически обусловленная кардиомиопатия, которая характеризуется выраженным губчатым строением внутренней части миокарда левого желудочка, обращенного к его полости.

## Этиология
Существует две гипотезы возникновения НМЛЖ: эмбриональная и "не-эмбриональная".
- В понятие эмбриональной гипотезы входит теория о нарушении компактизации миокарда в эмбриональный период развития. Возникновение данной формы связывают с мутацией гена G4.5, кодирующего синтез таффазина, при этом наcледование сцеплено с X-хромосомой. Существуют клинические случаи, в которых описаны мутации гена α-дистробревина и транскрипционного фактора NKX 2.5.

- “Не-эмбриональная” гипотеза рассматривает некомпактный миокард, как проявление функциональной дезадаптации, возможный этап в развитии кардиомиопатии. Эта гипотеза подкрепляется фактами обнаружения НМЛЖ у взрослых пациентов,у которых в ходе предыдущих ЭхоКГ исследований структурных аномалий миокарда выявлено не было[2].

## Клинические проявления
Клинические проявления НМЛЖ чрезвычайно разнообразны. Они могут иметь в себе проявления ДМКП, ГКМП и РКМП, что затрудняет дифференциальную диагностику.
В них входят:
- Хроническая сердечная недостаточность с систолической дисфункцией левого желудочка
- Тромбоэмболический синдром
- Нарушения сердечного ритма (мерцательная аритмия)
- Внезапная клиническая смерть, как итог заболевания[1].

## Диагностика
Основными методами диагностики НМЛЖ являются:
- ЭхоКГ
- МРТ
- Рентгенологическое исследование
- Вентрикулография левого желудочка[1].

## Лечение
Лечение НМЛЖ симптоматическое, включает в себя следующие мероприятия:
- Лечение ХСН
- Лечение нарушений ритма сердца
- Профилактика тромбоэмболических осложнений

Однако, как показывает практика полного выздоровления добиться можно лишь пересадкой сердца. В новых статьях пишут об удачном опыте пересадки ЛЖ.